# Portada/article febrer 18

## Joan Miró i Ferrà
Joan Miró i Ferrà (Barcelona, 20 d'abril de 1893 – Palma, 25 de desembre de 1983) va ser un pintor, escultor, gravador i ceramista català, considerat un dels màxims representants del surrealisme, tot i que va arribar a signar aquest manifest. A la seva obra va reflectir el seu interès pel subconscient i pel seu país. Al principi va mostrar fortes influències fauvistes, cubistes i expressionistes, evolucionant cap a una pintura més plana, com ho és el seu conegut quadre La masia. A partir de la seva estada a París, la seva obra es torna més onírica, coincidint amb les directrius del surrealisme però sense arribar a incorporar-se formalment a aquest moviment.